# Chelidonichthys
Chelidonichthys è un genere di pesci Teleostei della famiglia Triglidae.

## Specie
- Chelidonichthys capensis (Cuvier in Cuvier & Valenciennes, 1829)
- Chelidonichthys cuculus (Linnaeus, 1758)
- Chelidonichthys gabonensis (Poll & Roux, 1955)
- Chelidonichthys ischyrus Jordan & Thompson, 1914
- Chelidonichthys kumu (Cuvier, 1829)
- Chelidonichthys lastoviza (Bonnaterre, 1788)
- Chelidonichthys lucerna (Linnaeus, 1758)
- Chelidonichthys obscurus (Bloch & Schneider, 1801)
- Chelidonichthys queketti (Regan, 1904)
- Chelidonichthys spinosus (McClelland, 1844)